# Tasse (West-Vlaanderen)
Tasse (meestal als 'De Tassche' geschreven) is een dorp in de Belgische provincie West-Vlaanderen. Het ligt in gemeente Ardooie, op de grens met de stad Roeselare, langs de weg N37 van Roeselare over Ardooie naar Tielt. Het dorp ligt een tweetal kilometer ten westen van de dorpskern van Ardooie, net over de snelweg A17/E403. Functioneel sluit het dorp meer aan op de stad Roeselare dan op het centrum van Ardooie. Een groot stuk van het dorp bestaat uit sociale woningen, die er eind jaren 70 en begin jaren 80 werden gebouwd.

## Parochie

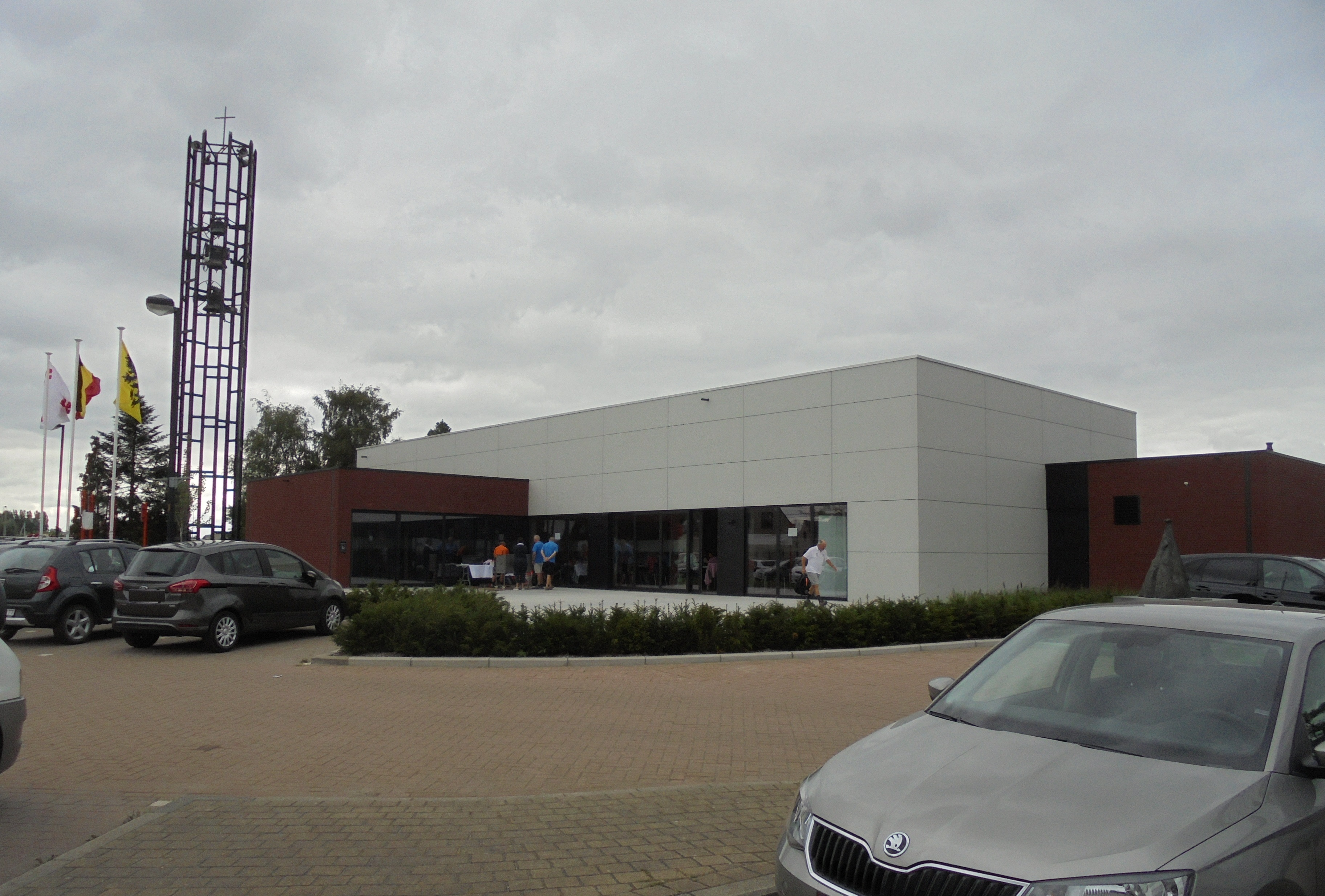

De Tassche was van 1954 tot 15 augustus 2014 een afzonderlijke parochie op deze grens, gewijd aan Onze-Lieve-Vrouw Onbevlekt Ontvangen. De Onze-Lieve-Vrouw-Onbevlekt-Ontvangenkerk werd onttrokken aan de eredienst en de parochie werd terug bij de parochies van Ardooie en Beveren (Roeselare) gevoegd. De kerk was opgetrokken in de tuin ten zuiden van de toenmalige schoolgebouwen. In 1968 worden de resterende klooster- en schoolgebouwen afgebroken om het vrijgekomen gebied in te richten als parkeerplaats.
In 2014 besliste men de in 1968 gebouwde kerk tot een ontmoetingscentrum om te vormen. De Onze-Lieve-Vrouw Onbevlekt Ontvangeniskerk brandde echter in 2015 af en werd in 2016 volledig gesloopt. Op dezelfde plaats kwam een gloednieuw ontmoetingscentrum dat in 2018 in gebruik werd genomen. De klokkentoren van de voormalige kerk bleef behouden.

## Nabijgelegen kernen
Roeselare, Beveren, Rumbeke, Ardooie, Kachtem